# Џејмс Хетфилд
Џејмс Алан Хетфилд (енгл. James Alan Hetfield; Дауни, 3. август 1963) je амерички музичар, познатији као певач и гитариста хеви метал групе Металика.

## Ране године
Џејмс је провео дјетињство са родитељима Вирџилом и Синтијом, полубраћом из мајчина првог брака: Давидом и Крисом који су били дванаест и једанаест година старији од њега, те млађом сестром Дином. Интерес за музику показао је још као двогодишњак. Са девет година мајка га уписује на часове клавира које је мрзио, поготово мрско му је било пјевање које му је како каже одредило даљу каријеру развивши му слух. Прво упуштање у рок музику било је у дванаестој години када је Џејмс првобитно потајно почео да свира на бубњевима свога брата Давида. Први музички покушаји били су у саставу Давидов бенд, где је и свирао бубњеве, али са четрнаест година одлучује се за гитару коју је такође свирао његов брат Крис. 1976. његови родитељи се разводе. Џејмс остаје с мајком, сестром и полубратом Давидом, док Крис бежи од куће током свађе с Џејмсовим оцем. Џејмс, чији однос с оцем никада није био добар почиње се све више удаљавати од њега. Следеће године уписао је средњу школу где је упознао Дејви Марса и Рона Макговнија (који је свирао бас у првој постави Металике, с којима дели љубав према року и металу.
Хетфилд је 1980. основао свој први састав Obsession у којем су свирали његови пријатељи Рон и Рицх Велоз, те Јим Арнолд. Макговни је био њихов техничар. Састав се ускоро распао а Хетфилд, Џим Арнолд и Крис Арнолд основали су други под именом Syrinx.
Хетфилд ускоро напушта и тај састав, а недуго након тога његова мајка умире од рака. Тада се шеснаестогодишњи Џејмс, заједно са сестром сели к брату Дејвиду. Након што Џејмс и Дина постану превелик терет за Дејвида, Дејвид одлучује да пошаље Џејмса оцу. Џејмс, који је до тог раздобља развио изразиту мржњу према оцу одбија и остаје са Дејвидом и његовом женом, док Дина одлази оцу. У новој школи и околини, Хетфилд оснива нову групу Phantom Lord, у којој Рон први пут свира бас гитару, међутим групу су ускоро преименовали у Leather Charm и био је више под утицајем глам рока него тешког метала.
Џејмс постаје предводник састава и тада настаје прва ауторска песма Hit The Lights која је касније уврштена у репертоар Металике.